# Lázár Mészáros
Lázár Mészáros (n. 20 februarie 1796, Baja, Țările Coroanei Sfântului Ștefan, Ungaria – d. 16 noiembrie 1858) a fost un general maghiar, care a deținut funcția de ministru de război al Ungariei (23 mai 1848 - 6 mai 1849) în timpul Revoluției Maghiare de la 1848.

## Biografie
S-a născut într-o familie nobiliară de latifundiari. Părinții lui au murit când el avea vârsta de patru ani, iar copilul a fost mutat de la o rudă la alta. A învățat la școlile din Baja, Szabadka (astăzi Subotica), Pesta și Pécs. Mai târziu a abandonat studiile de drept și a intrat în armată.

### Cariera militară
În 1813 a devenit locotenent într-un regiment de cavalerie din comitatul Bács. A participat la războiul împotriva lui Napoleon, apoi a fost ofițer în Regimentul 7 Husari din 1816 până în 1837, după care a fost transferat în Regimentul 5 Husari. A petrecut 18 ani în Italia cu regimentul său. Mareșalul Radetzky l-a descoperit pe talentatul ofițer husar, și, în urma sugestiei lui Radetzky, a fost promovat la gradul de colonel (1845). El a devenit, de asemenea, comandantul regimentului său.
Lázár Mészáros a fost un ofițer extrem de cultivat. Vorbea șapte limbi străine. Cunoștea bine problemele militare, dar avea, de asemenea, cunoștințe despre societate și economie. În anul 1837 a început să corespondeze cu István Széchenyi. Mészáros a fost ales membru corespondent al Magyar Tudós Társaság (în română: Societatea Științifică Maghiară, azi: Academia Maghiară de Științe). El a ales tema „Forțele armate în societățile burgheze moderne” ca discurs de inaugurare.

### Ministru de război
La sugestia lui Lajos Kossuth, primul ministru Lajos Batthyány l-a numit pe Mészáros ca ministru de război în primul guvern revoluționar maghiar (22 martie 1848). El a preluat funcția după întoarcerea din Italia, unde se afla regimentul său (23 mai). După câtva timp a devenit general-maior al forțelor imperiale și regale și comandant al trupelor imperiale staționate pe teritoriul Ungariei.
Ca ministru de război, Lázár Mészáros a fost fondatorul Armatei de Apărare a Ungariei. În iulie 1848, el a devenit, de asemenea, delegat parlamentar al orașului său natal, Baja.
De la sfârșitul lunii august, Mészáros a decis să preia controlul personal al armatei de sud. El a călătorit în Vajdaság (în sârbă Voivodina). Pe 30 septembrie s-a întors în capitala Ungariei. Mészáros a fost singurul membru al guvernului Batthyány care nu a demisionat. El a devenit membru al Comitetului Apărării Teritoriale în calitate de ministru de război. Pe 13 decembrie, el a luat comanda armatei de nord ce avea un efectiv de 10.000 de oameni. La 19 ianuarie 1849 a fost eliberat de la comanda armatei, dar și-a păstrat funcția de ministru până la 6 mai 1849, după ce, la 14 aprilie, Parlamentul Ungariei adoptase declarația de independență a Ungariei. Pe 26 iulie, Mészáros a demisionat din toate funcțiile sale militare, pentru că nu era de acord cu modul în care Perczel Mór comanda unitățile militare aflate sub controlul său. După Bătălia de la Timișoara și înfrângerea definitivă a Războiului maghiar de independență, a părăsit Ungaria pe 14 august 1849 și s-a îndreptat către Turcia.

### Exil
El a părăsit Turcia în mai 1851. S-a stabilit la început în Franța, pe care a părăsit-o după lovitura de stat a lui Napoleon al III-lea din decembrie 1851. A mers apoi pe insula Jersey. În vara anului 1853 s-a mutat în Statele Unite ale Americii, unde a încercat să devină fermier în Iowa și s-a stabilit în cele din urmă la Flushing, New York. În octombrie 1858, cu puțin timp înainte de moarte, Mészáros s-a întors în Anglia.

### Ultima dorință
În testamentul său, el a cerut ca rămășițele sale să nu fie strămutate în Ungaria „până ce ultimul soldat străin nu va fi plecat”. El a fost înmormântat în Baja la 133 de ani de la moartea sa, pe 15 martie 1991. Ultimii soldați sovietici – considerați întotdeauna de maghiari ca succesori ai Armatei Imperiale Ruse care a zdrobit Revoluția de la 1848 – părăsiseră Ungaria cu doar câteva luni mai înainte.
Inscripția de pe mormântul său din Titley, Anglia este următoarea:

În amintirea generalului Lázár Mészáros, ministru de război și comandant-șef al Armatei Ungariei în 1848-1849. Care s-a născut la Baja, în comitatul Bács, în 1796, și a murit la Eywood pe 6 noiembrie 1858, în vârstă de 63 de ani și în al 10-lea an al exilului său. Această piatră a fost inscripționată de prietena sa îndurerată, J. E. H. Lady Langdale
Mészáros Lázár Tábornoknak,
 
A jó Hazafinak,
 
A vitéz Katonának

A nemes Barátnak

(Ultima propoziție este în limba maghiară. Ea poate fi tradusă astfel: „Generalului Lázár Mészáros, bun patriot, viteaz soldat, nobil prieten”.)